# A Virgem e o Menino com Santa Ana
A Virgem e o Menino com Santa Ana, óleo sobre madeira (168 cm x 112 cm), é obra de Leonardo da Vinci, pintada em Milão entre 1508 e 1513. Leonardo nunca finalizou este painel.
Leonardo havia conquistado total maestria ao modelar o rosto humano. A Virgem e Santa Ana nesta pintura têm as mesmas características que as mulheres que ele já havia pintado. Os rostos são calmos e serenos. A paisagem é parecida com a da Mona Lisa.
Não obstante à realidade de suas obras, em A Virgem e o Menino com Santa Ana os traços anatômicos são incrivelmente fiéis. Percebe-se a utilização da técnica chiaroscuro (Inventada pelo próprio Leonardo da Vinci), um jogo de luz e sombra que dá ainda mais vida à arte do célebre pintor.
Em 2011 o quadro foi submetido a trabalhos de restauro. Depois de apresentado o resultado, o museu foi acusado de ter danificado o quadro com uma limpeza extrema que deu à obra cores diferentes das originais e um brilho que não é comum aos trabalhos da época do Renascimento.

## História
Como é frequentemente nas pinturas de Leonardo da Vinci, não há certezas quanto à interpretação, à génese e à encomenda desta pintura. A génese da obra é particularmente longa. Um primeiro desenho, A Virgem, o Menino Jesus com Santa Ana e São João Baptista (imagem ao lado) representa a Santa Ana Trinitária, tendo além disso, São João Baptista ao lado de Jesus. A datação deste desenho é incerta, entre 1499 e 1510, podendo a encomenda ter sido do rei da França Louis XII ou da Ordem dos Servos de Maria da Basílica da Santíssima Annunziata de Florença.

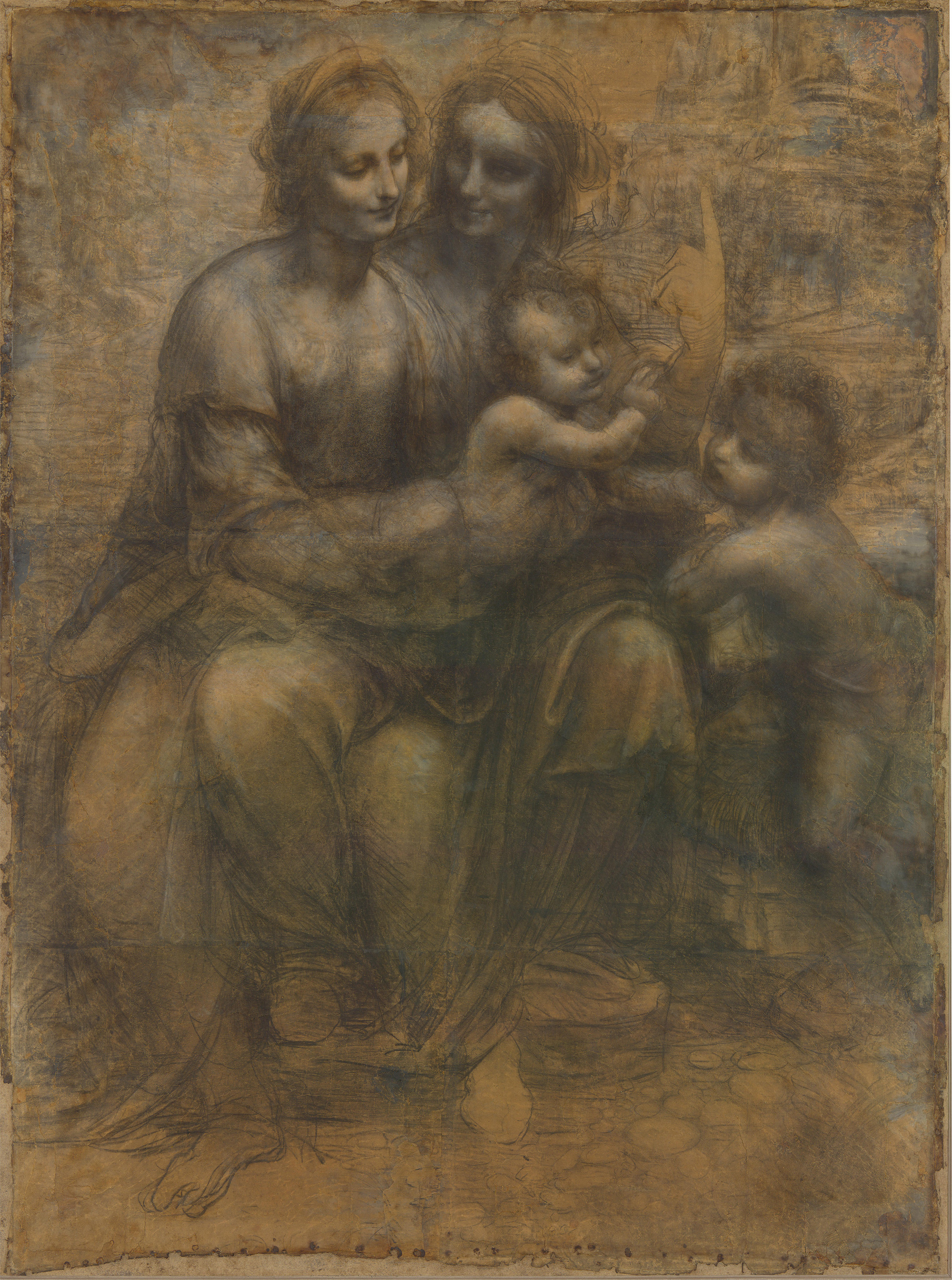
A Virgem e o Menino Jesus com Santa Ana e São João Batista, desenho de Leonardo de Vinci

Um segundo desenho que se perdeu, datando de 1501, foi descrito por um dos discípulos de Leonardo. Conhecem-se, no total, cerca de quinze desenhos preparatórios sobre as cabeças das personagens. Leonardo falou sobre estas experiências de «componimento inculto» ("esboço sem forma").
Existem também várias cópias contemporâneas da pintura feitas na sua oficina e que permitem entender a evolução desta. É possível que a obra tenha permanecido inacabada, estando a paisagem menos "acabada" do que as figuras (o que foi confirmado pelo restauro em 2010 que revelou várias áreas inacabadas), mas esta "incompletude" pode ter sido voluntária.
Leonard juntou-se à corte de Francisco I da França levando consigo algumas obras de arte pintadas durante os seus anos de errância, como esta pintura, Mona Lisa e São João Batista.
Poucos meses antes da morte de Leonardo da Vinci, em 1519, esta obra, que provavelmente serviu como retábulo numa capela real de um palácio no Vale do Loire, foi adquirido por Francisco I a Salai, um aluno de Leonardo da Vinci. Saiu das colecções reais em data desconhecida e foi comprada pelo cardeal de Richelieu que depois a deu a Luís XIII em 1636, e tendo passado para a Coroa da França entrou no Louvre em 1797 sem que a sua autoria estivesse perfeitamente definida. Foi junta a outras obras-primas como a Mona Lisa no Salão Quadrado do Louvre em meados do século XIX, data em que é atribuída a Leonardo da Vinci apesar das controvérsias.
De facto, na sua resenha biográfica As Vidas dos melhores pintores, escultores e arquitetos, o pai da história da arte Giorgio Vasari afirma, em 1550, que Leonardo da Vinci nunca pintou uma Santa Ana e que se teria ficado pelos cartões preparatórios. Esta pintura é, portanto, considerada uma cópia antiga da oficina, sendo de Leonardo da Vinci apenas a ideia da composição. No entanto, vários depoimentos confirmaram progressivamente no século XIX a existência de uma pintura da sua autoria.
É uma obra reproduzida frequentemente em gravuras, incluindo os desenhos preparatórios de Leonardo. O cartão A Virgem e o Menino Jesus com Santa Ana e São João Batista (S. João Batista aparece nos cartões preparatórios, mas acaba por ser substituído na composição final por um cordeiro) que se conserva na National Gallery (Londres) foi depois objecto de gravuras de Laugier, Cantini, e Landon.

## O tema
O tema da pintura é o de "Santa Ana trinitária", ou em se juntam Santa Ana, a  Virgem Maria e o Menino Jesus. De acordo com a tradição, Santa Ana morreu antes do nascimento de Jesus sendo o tema mais simbólico, reunindo três gerações. Este tema pictórico aparece no século XIII e atinge o seu auge no século XV.
O cordeiro simboliza o sacrifício, e Jesus estando a segurá-lo significa que aceita o seu destino; Maria, como mãe, quer tomá-lo em seus braços para o afastar desse destino de sofrimento. Os primeiros esboços da obra mostram que Santa Ana tenta suster o gesto da Virgem em relação ao filho. A pintura como existe acabou mostrar, pelo contrário, uma atitude contida de Santa Ana, aceitando simbolicamente o destino do seu neto.

## Descrição
Na pintura está um grupo de quatro personagens em tamanho natural formando uma pirâmide num movimento em  espiral, numa composição geométrica dinâmica cara a da Vinci. No centro, a Virgem está sentada sobre as pernas de sua mãe, Santa Ana, e estende os braços para o Menino Jesus que a seus pés, abraça e prende com os braços e pernas um pequeno cordeiro e parecendo escapar das mãos de sua mãe.
As cabeças das quatro figuras estão alinhadas numa diagonal inclinada para a direita, três diferentes sfumati moldando os rostos das três pessoas. Os pés deles estão na água, talvez evocando o batismo.
Jogos de olhares entre os protagonistas da cena: Ana olha para Maria que olha para Jesus, que a olha a ela, enquanto o cordeiro olha para ele.
Se Santa Ana está numa posição estática, hierática, sentada, firmando-se nas pernas, com o braço apoiado no quadril, Maria tem uma pose mais dinâmica, estendida em direção a Jesus, amparando-o com as mãos.
O cenário próximo é austero, composto de rochas, duma árvore frondosa (símbolo da infertilidade de Ana? Elemento da paisagem inicial florida que figura em certos desenhos antes de ser substituído por um solo rochoso coberto com cursos de água?) um pouco mais longe à direita, e uma borda pronunciada que permite ver em fundo uma paisagem de picos rochosos e montanhosos (paisagem resultante de um estudo geológico e gráfico de rochas) desaparecendo gradualmente num céu azulado (branco no horizonte, azul por cima) sfumato (como na pintura de Mona Lisa), uma espécie de grisaille, o que sugere um inacabado tanto ao gosto de da Vinci.